# 波平安国
波平 安国（なみのひら やすくに、生没年不詳）は江戸時代元禄期・薩摩の刀工。本名：橋口四郎兵衛、のち三郎兵衛。
波平57代・大和守安行の四男。本家を継ぎ波平58代となった。
宝永5年（1708年）大和大掾を受領。享保5年（1720年）没。
息子は波平59代・ 安常。
門人に一平安代がいる。
作風はよく詰んだ板目の地鉄に柾目が交じり地沸つく。刃紋は直刃調、小湾れ、小互の目が交じるものもある。小沸出来に荒沸交じり、砂流し入る。帽子は小丸または中丸に返り、茎鑢目は檜垣、先栗尻。
池波正太郎の時代小説「剣客商売」で、安国の脇差が主人公秋山小兵衛の差料として登場している。